# Invasão de Chiquitos
A invasão brasileira de Chiquitos foi uma expedição do Império do Brasil contra a República de Bolívar em retaliação a Simón Bolívar, fazendo-o não apoiar as Províncias Unidas do Rio da Prata (atual Argentina) durante a Guerra da Cisplatina.

## Antecedentes
Com os preparativos da Guerra da Cisplatina em 1825, as lideranças políticas e militares rio-platenses temiam uma vitória brasileira, tendo em vista a experiência de oficiais luso-brasileiros veteranos da Guerra Peninsular, da Guerra contra Artigas e da Guerra de Independência. 
Além disso, as forças das Províncias Unidas do Rio da Prata estavam frágeis por conta das cansativas expedições militares no Alto Peru (atual Bolívia). Isto acabou fazendo com que o comandante em chefe das forças argentinas, Carlos María de Alvear, enviasse uma carta a Simón Bolívar solicitando auxílio na guerra contra o Brasil. A troca de correspondências entre rio-platenses e colombianos começou a levantar a suspeita das autoridades brasileiras, em especial do Presidente da Província, Manuel Alves da Cunha. 
Em março de 1825, o coronel Sebastián Ramos envia o tenente-coronel José María Velasco ao Mato Grosso, para oferecer as regiões de Chiquitos e Moxos ao controle brasileiro, algo que Cunha viu como uma oportunidade não apenas para aumentar a presença brasileira na região mas também para ser uma demonstração de força para Sucre e Bolívar.

## A expedição brasileira

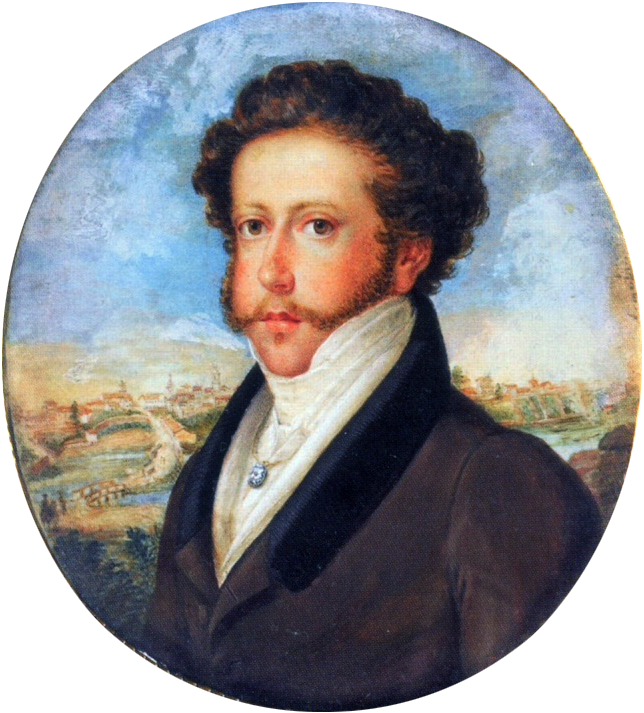
Pedro I em agosto de 1822, por Simplício Rodrigues de Sá

Após a visita do tenente-coronel, Alves da Cunha enviou tropas sob o comando de Manuel José de Araújo para ocupar e anexar posteriormente as regiões a Província de Mato Grosso, uma ação realizada sem o conhecimento do então Imperador do Brasil D. Pedro I. 
Essa ação enfureceu as lideranças regionais bolivianas, especialmente o general Sucre, que começou a planejar uma ação de resposta e uma eventual invasão da província, algo que Bolívar impediu, já que acreditava que o Imperador brasileiro não sabia dessa ação.

## Missão diplomática entre argentinos e bolivianos
Com a expedição brasileira, as lideranças argentinas realizaram uma missão diplomática na República de Bolívar, para discutir a situação brasileira, já que agora se tratava de um problema para ambas as nações. Os argentinos defendiam que colombianos, bolivianos e argentinos deveriam se unir contra o Brasil e dividir posteriormente o território em várias repúblicas, tornando a Grã-Colômbia como a potência dominante na América do Sul. 
As Províncias Unidas também pretendiam anexar parte do Mato Grosso e da região sul brasileira, algo que iria facilitar uma expedição para derrubar o caudilho José Gaspar Rodríguez de Francia, e eventualmente o Paraguai. Esse plano também pretendia acabar com o sistema monárquico constitucional na América do Sul, fortalecendo o modelo republicano na região, algo de interesse do líder venezuelano. Porém, Bolívar recusou e manteve uma certa prudência, por receio de um possível ataque brasileiro à Colômbia.

## Fim da questão
Com o aumento das tensões, D. Pedro I, soube da situação da fronteira e do aumento das movimentações políticas dos vizinhos, ordenando a imediata retirada das forças brasileiras da região, que antes de se retirarem acabaram por saquear algumas localidades nas fronteiras. 
Posteriormente, D. Pedro I substituiu Alves Cunha por José Saturnino da Costa Pereira, para evitar futuros problemas. A ação brasileira foi bem vista por Bolívar, que se comprometeu a negar a proposta dos argentinos e de manter relações cordiais com o Brasil. Essa solução da questão é vista como uma vitória política brasileira, que além de garantir seus interesses na região evitou uma possível resposta militar de Bolívar.

## Consequências
A expedição brasileira alertou os países da América do Sul que os mesmos estavam vulneráveis após a guerra contra a Espanha, algo que seria um dos motivos para o Congresso do Panamá.